# Okres Kretinga
Okres Kretinga (litevsky Kretingos rajono savivaldybė) je okres v Klaipėdském kraji v severozápadní Litvě. Správním střediskem okresu je město Kretinga. Nachází se u litevsko-lotyšské státní hranice.

## Geografie, vodstvo a příroda
Okres Kretinga geograficky patří převážně do nížiny Pajūrio žemuma a východní část patří do Žemaitijské vysočiny. Nejvyšší bod (108 m n. m.) se nachází na severovýchodě u Žeimiai a nejnižší bod (7 m n. m.) je na hranici města Palanga. I když se kraj nachází velmi blízko Baltského moře, tak u tohoto moře neleží, ale vodstvo okresu patří do úmoří Baltského moře. Jihovýchodní částí okresu protéká řeka Minija, severovýchodní částí její přítok Salantas, střední částí protéká řeka Akmena (na dolním toku nazývaná Danė), na hranici s Lotyšskem se do Baltského moře vlévá řeka Šventoji. Z chráněných území okresu je největší regionální park Salantai (Salantų regioninis parkas). Nalezly se zde také bludné balvany a mezi ty nejvýznamnější patří Daubos kūlis (nazývaný také Naujosios Įpilties akmuo), Kūlių Bobelė (nazývaný také Benaičių akmuo), Laumės Lova a Pelėkių akmuo.

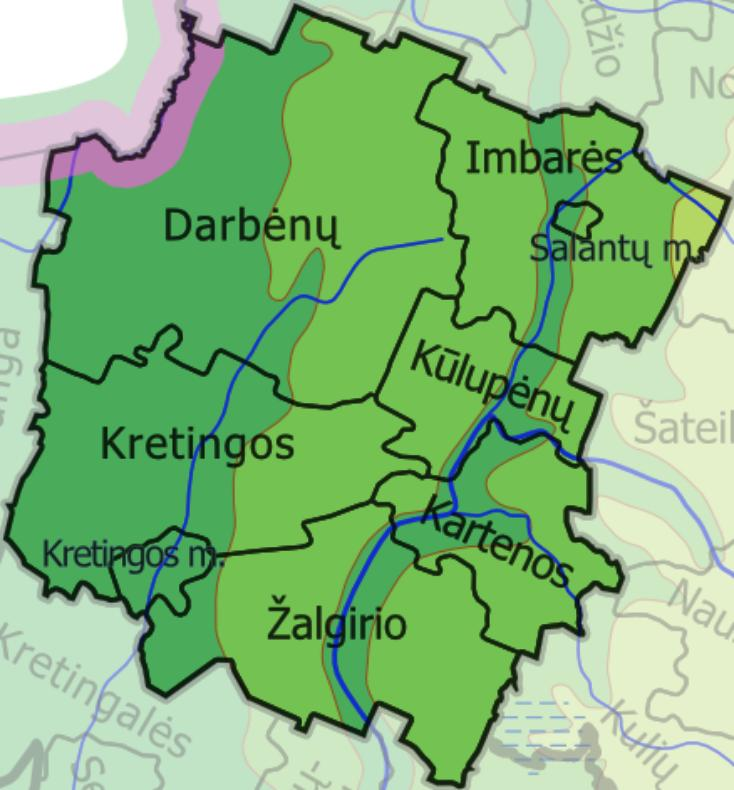
Senioráty okresu Kretinga

## Členění okresu
Okres Kretinga je rozdělen na osm seniorátů (seniūnija):
- Seniorát Darbėnai (Darbenų seniūnija)
- Seniorát Imbarė (Imbarės seniūnija)
- Seniorát Kartena‎ (Kartenos seniūnija)
- Městský seniorát Kretinga (Kretingos miesto seniūnija)‎ - totožný s městem Kretinga
- Seniorát Kretinga‎ (Kretingos seniūnija)
- Seniorát Kūlupėnai (Kūlupėnų seniūnija)

- Městský seniorát Salantai (Salantų miesto seniūnija)‎ - totožný s městem Salantai

- Seniorát Žalgiris‎ (Žalgirio seniūnija)

## Sídla
| Největší sídla | Počet obyvatel (údaj z roku 2021) | typ sídla     |
| Kretinga       | 17249                             | okresní město |
| Vydmantai      | 1627                              | vesnice       |
| Padvariai      | 1481                              | vesnice       |
| Salantai       | 1272                              | město         |
| Kretingsodis   | 1210                              | vesnice       |
| Darbėnai       | 1203                              | městečko      |
| Kūlupėnai      | 1035                              | vesnice       |
| Kartena        | 763                               | městečko      |
| Rubuliai       | 672                               | vesnice       |
| Kluonaliai     | 654                               | vesnice       |

## Galerie

Okres na mapě Litvy
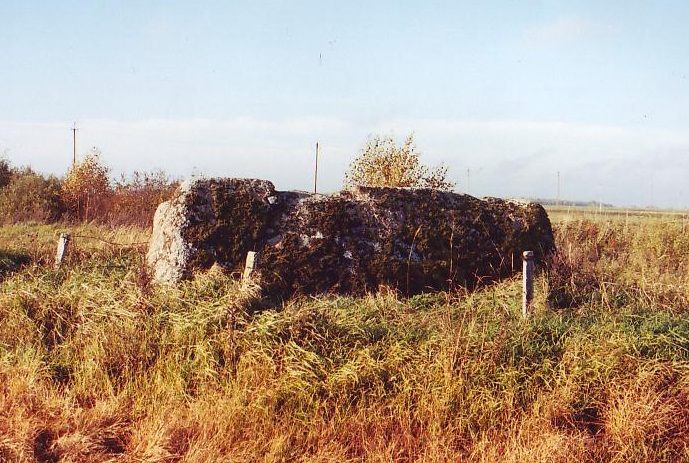
Bludný balvan Kūlių Bobelė
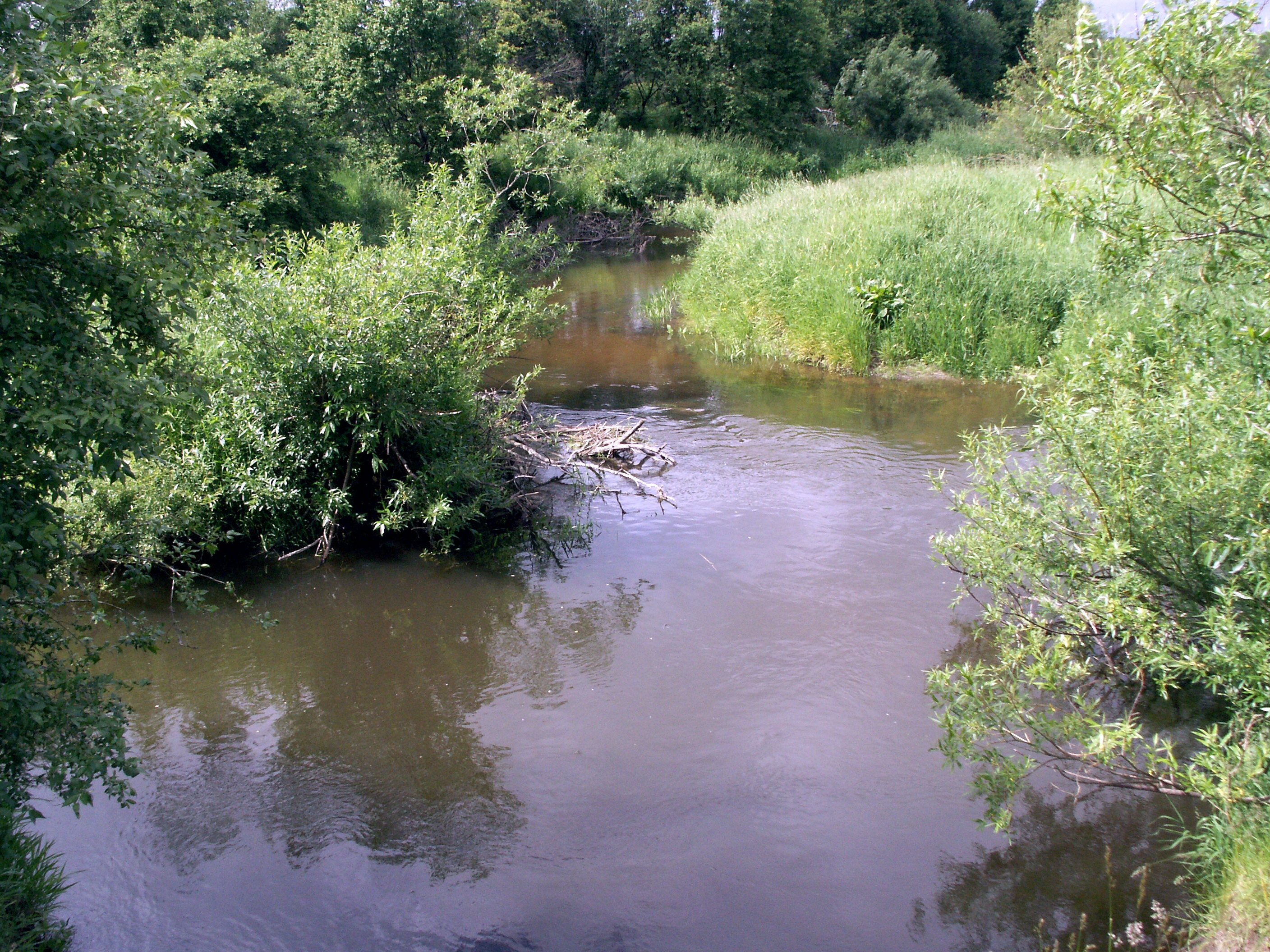
Řeka Akmena
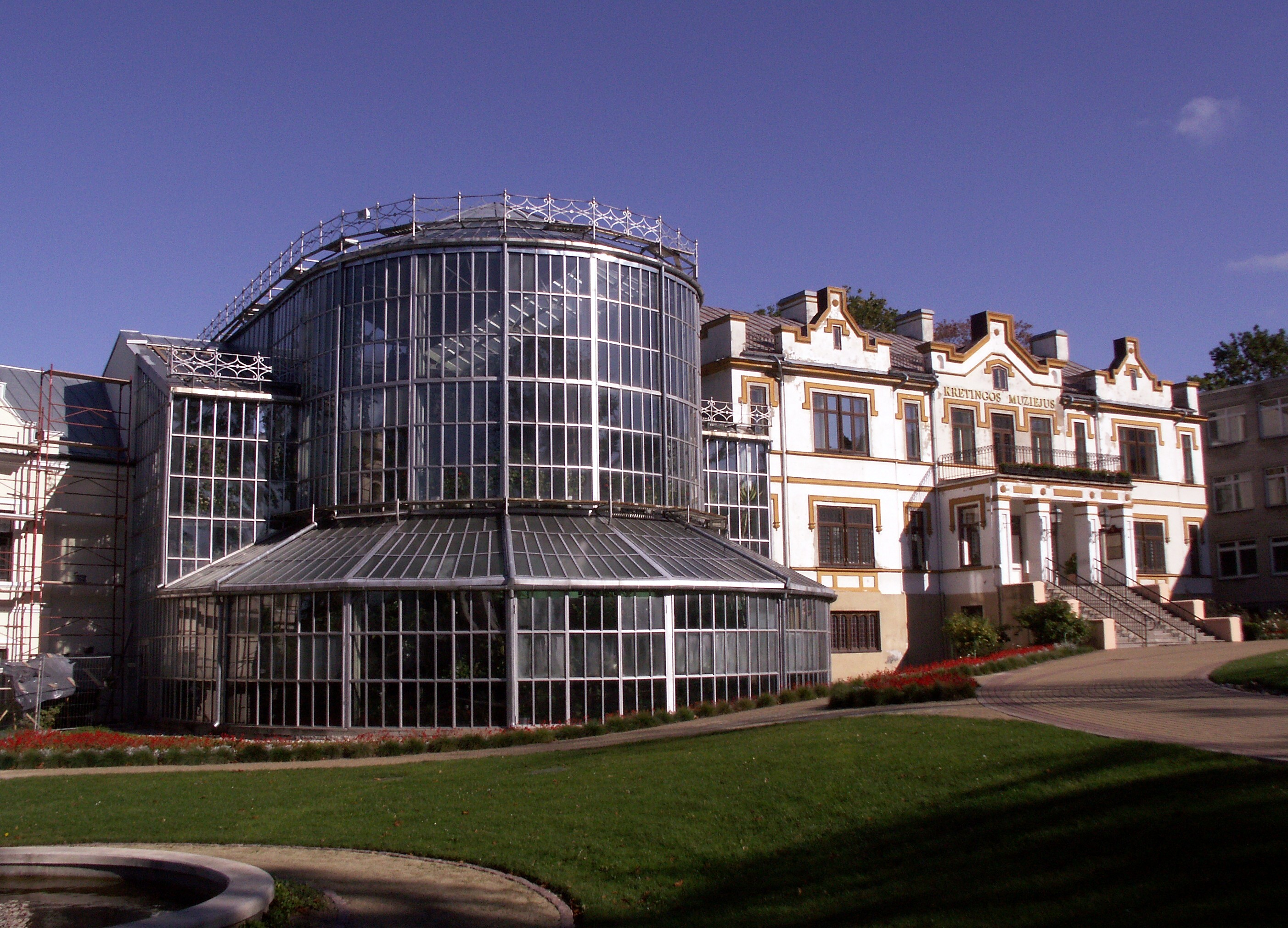
Palác Tiškevičů kde je Kretingské museum